# Phthorimaea molitor
Phthorimaea molitor is een vlinder uit de familie tastermotten (Gelechiidae). De wetenschappelijke naam van deze soort is voor het eerst geldig gepubliceerd in 1896 door Walsingham.
De soort komt voor in tropisch Afrika.